# Narcisa Barañana de Goicoechea (obraz Francisca Goi)

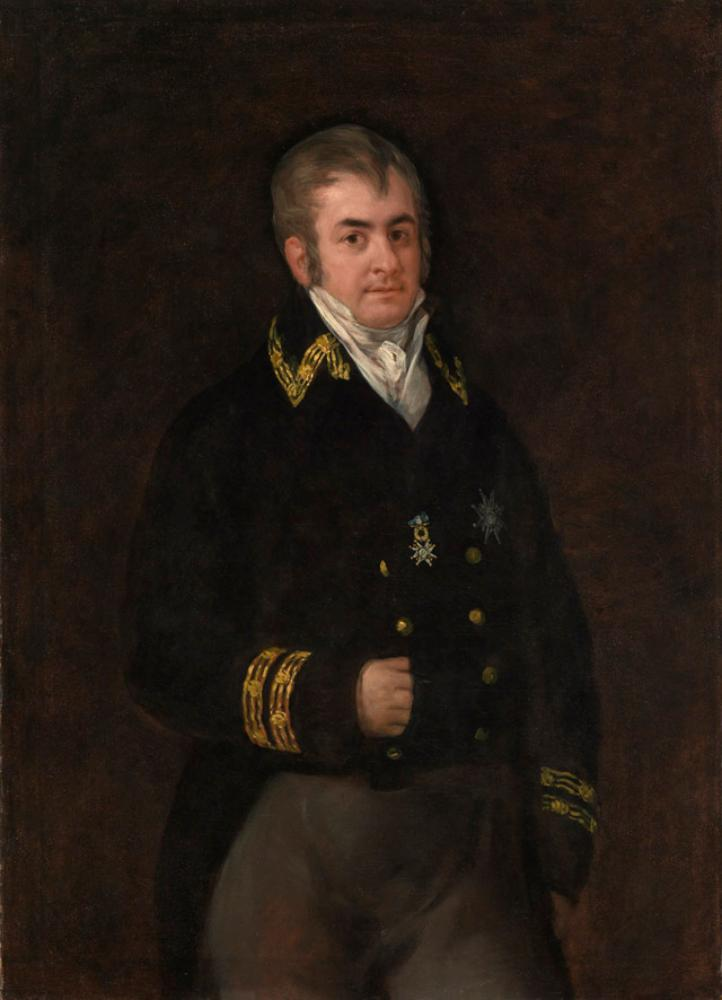
Portret męża Narcisy Barañany pędzla Goi.

Narcisa Barañana de Goicoechea – obraz olejny przypisywany hiszpańskiemu malarzowi Franciscowi Goi (1746–1828), znajdujący się w kolekcji Metropolitan Museum of Art w Nowym Jorku.

## Okoliczności powstania
Goya prawdopodobnie znał Narcisę Barañanę i jej męża Juana Bautistę de Goicoecheę, gdyż byli krewnymi jego synowej Gumersindy Goicoechei. Z okazji ślubu jego syna Javiera i Gumersindy, który odbył się w lipcu 1805 roku, sportretował licznych członków rodziny Goicoechea. Według Metropolitan Museum of Art portret Narcisy mógł powstać w czasie zbliżonym do daty ślubu Javiera, ale nie później niż w 1815–1816 roku. Goya namalował także portret jej męża uważany za pendant, który jest datowany na 1810 lub 1815 rok. Podpis malarza jest widoczny na dużym pierścieniu Narcisy, a takie umiejscowienie jest typowe dla jego twórczości. Mimo to niektórzy historycy mają wątpliwości co do tej atrybucji.

## Opis obrazu
Narcisa została przedstawiona w półpostaci, siedząca w eleganckiej pozie w fotelu z żółtym obiciem. Ma na sobie czarną suknię, której rękawy i kołnierz są obszyte koronkami, a dekolt zdobi róża. Na głowie nosi czarną mantylę i ozdobę w kształcie dużej niebieskiej kokardy. Jest to połączenie elementów mody hiszpańskiej i francuskiej. W lewej ręce trzyma zamknięty wachlarz. Patrzy prosto na widza życzliwym i pewnym siebie wzrokiem. Goya doskonale oddaje właściwości tkanin: jedwabiu i tiulu.

## Proweniencja
Portrety Narcisy Barañany i jej męża Juana Bautisty de Goicoechea zostały po raz pierwszy przedstawione publiczności na wystawie w Madrycie w 1900 roku. Należały wtedy do kolekcji Felipe Modeta. Portret Narcisy trafił do kolekcji Duranda-Ruela w Paryżu. W 1903 roku został nabyty przez rodzinę Havemeyer z Nowego Jorku, która w 1929 roku przekazała go Metropolitan Museum of Art.